# Jan Frienkiel
Jan Abramowicz Frienkiel (ros. Ян Абра́мович Фре́нкель; ur. 21 listopada 1920 w Kijowie, zm. 25 kwietnia 1989 w Rydze) – radziecki kompozytor, pianista, piosenkarz i aktor pochodzenia żydowskiego. 
Ludowy Artysta RFSRR i ZSRR, laureat Nagrody Państwowej ZSRR. Pochowany na Cmentarzu Nowodziewiczym w Moskwie.

## Wybrana muzyka filmowa

### Filmy animowane
- 1962: Dwie bajki
- 1969: Parasol babuni